# Heoeugorna ochrovittata
Heoeugorna ochrovittata är en fjärilsart som beskrevs av Arnold Pagenstecher 1894. Heoeugorna ochrovittata ingår i släktet Heoeugorna och familjen nattflyn. Inga underarter finns listade i Catalogue of Life.